# Großsteingräber bei Caldenhof
Die Großsteingräber bei Caldenhof (auch Großsteingräber bei Hitz-Jöstinghausen) waren ursprünglich drei megalithische Grabanlagen der jungsteinzeitlichen Trichterbecherkultur bei Hitzhausen, einem Ortsteil von Ostercappeln im Landkreis Osnabrück, Niedersachsen. Von diesen existiert heute nur noch eines.

## Lage
Das erhaltene Grab 1 befindet sich nordwestlich von Hitzhausen in der Biegung des Caldenhofer Wegs. Das zerstörte Grab 2 lag weiter nördlich, etwa 350 m nördlich der Hitzhauser Straße auf einem Feld auf dem Flurstück „Auf der Horst“. Das zerstörte Grab 3 lag nordwestlich des Caldenhofs bei der Hitzhauser Straße.

## Forschungsgeschichte
Das zerstörte Grab 3 wurde erstmals 1883 von Ludwig Gramon erwähnt. Vermutlich wurde es wenig später zerstört. Grab 2 wurde 1974 mit einem Bagger zerstört. Bei einer Feldbegehung im Jahr 1993 konnten noch mehrere kleinere Steine festgestellt werden. Grab 1 wurde 1976 entdeckt und die Fundstelle von Wolfgang Schlüter dokumentiert. 2009 erfolgte eine archäologische Grabung unter Leitung von Sebastian Möllers. Das Fundmaterial wurde 2014 von Aylin Polzer im Rahmen einer Magisterarbeit wissenschaftlich aufgearbeitet.

## Beschreibung

### Das erhaltene Grab 1

#### Architektur

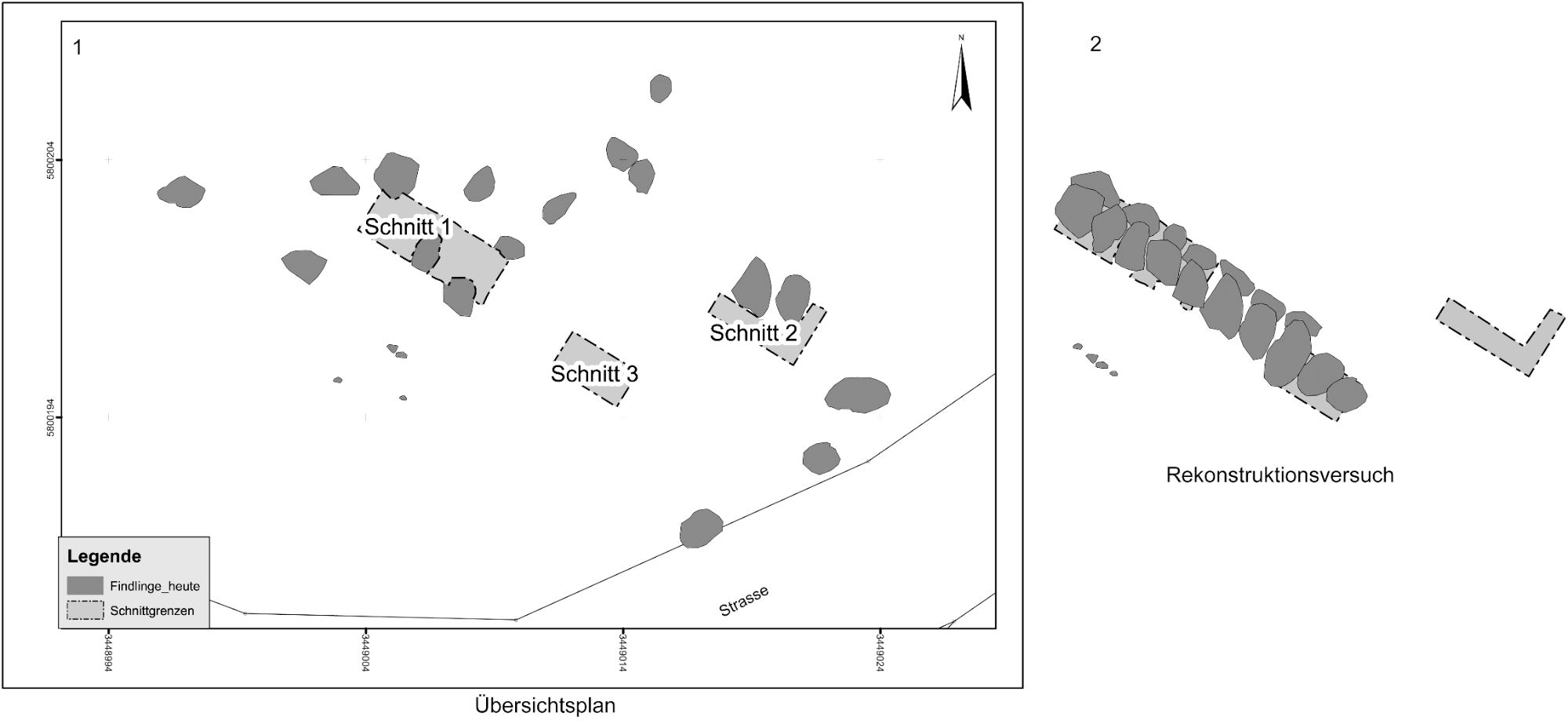
Übersichtsplan und Rekonstruktionsversuch

Von der stark beschädigten Anlage sind noch 17 größere Steine erhalten, von denen einer erst bei der Grabung im Jahr 2009 entdeckt wurde. Die Steine verteilen sich auf einer Fläche von etwa 20 × 30 m. Die Grabung konnte keine sicheren Erkenntnisse über die ursprüngliche Anzahl der Steine sowie das ursprüngliche Aussehen der Anlage erbringen. Reste eines Kammerpflasters aus Granit-Grus und sandige Verfärbungen, die als Standspuren von Wandsteinen interpretiert wurden, ließen aber die ungefähre Orientierung und Ausdehnung der Grabkammer erahnen. Nach einem Rekonstruktionsversuch von Sebastian Möllers handelte es sich demnach um eine nordwest-südöstlich orientierte Kammer mit einer Länge von 13 m, die ursprünglich aus zehn Wandsteinpaaren und zehn Decksteinen bestanden hatte. Bei dieser Größe dürfte es sich entweder um einen Großdolmen oder um ein Ganggrab gehandelt haben. Ob die Anlage ursprünglich eine Hügelschüttung und eine steinerne Umfassung besessen hatte, konnte durch die Grabung nicht geklärt werden.

#### Bestattungen
Die 81 aufgefundenen Knochen sind alle stark fragmentiert und kalziniert. Ob es sich um Menschen- oder Tierknochen handelt, wurde bislang nicht untersucht.

#### Beigaben

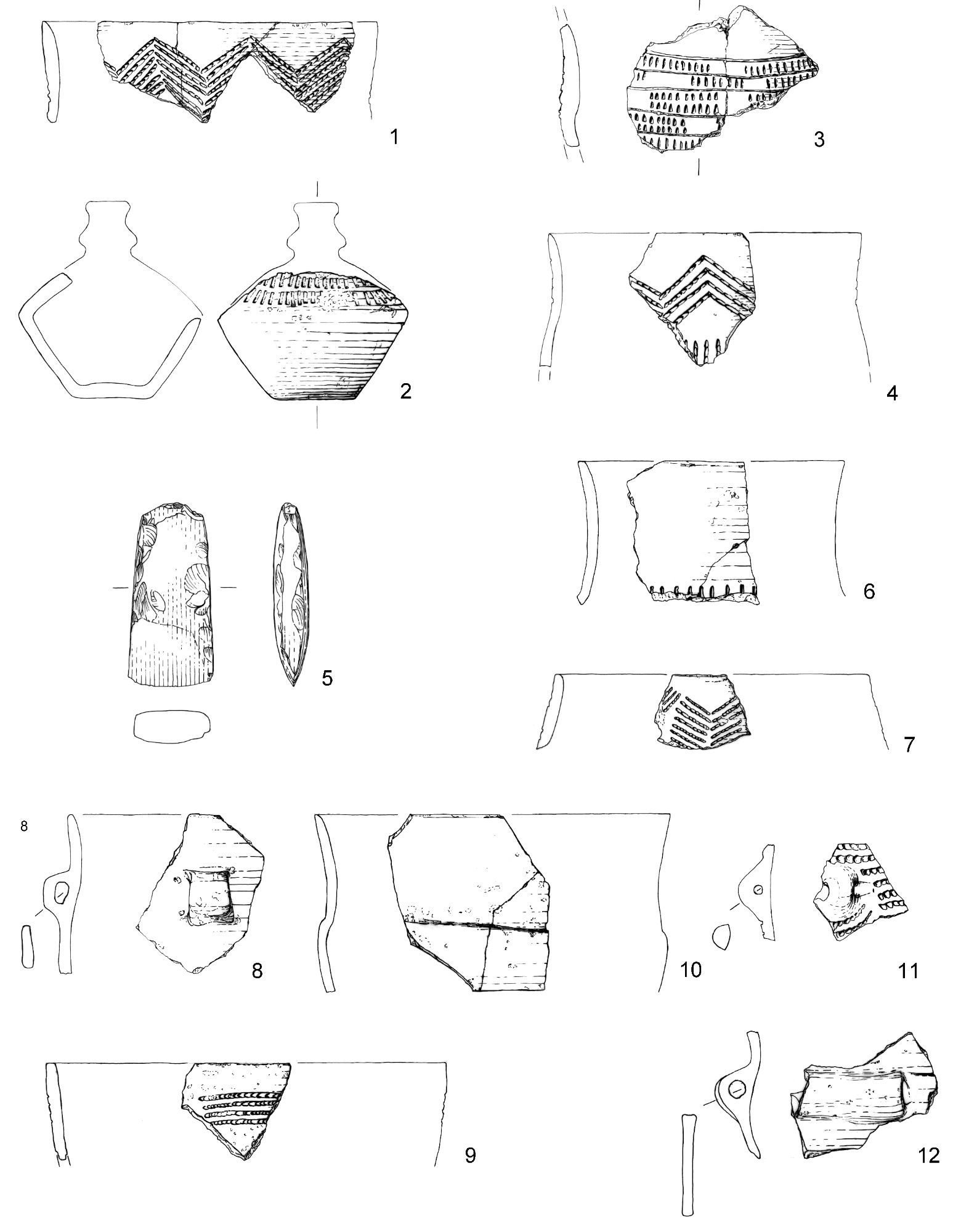
Ausgewähltes Fundmaterial: Keramik und Feuersteinbeil

Bei der ersten Dokumentation der Anlage im Jahr 1976 wurden 71 teilweise tiefstichverzierte Keramikscherben der Trichterbecherkultur gefunden. Bei der Grabung von 2009 wurden weitere 873 Scherben gefunden. Wegen der starken Zerscherbung ließen sich nur eine Kragenflasche und eine flache Schale sicher rekonstruieren. Neben der Keramik wurden ein Feuerstein-Beil und 31 weitere Feuerstein-Artefakte (Klingen, Klingenkratzer, Schaber, Abschläge und eventuell Bohrer) entdeckt.

#### Datierung
Der schlechte Erhaltungszustand der Keramik erlaubte keine genaueren Aussagen zur Typochronologie der Gefäße. Aufschlussreicher waren die Verzierungen. Demnach gehört der Großteil der Keramik den Horizonten 4 und 5 gemäß dem typologischen System von Anna L. Brindley an, was dem Zeitraum 3250–3075 v. Chr. entspricht. Dieser Zeitraum gibt allerdings nur die Hauptnutzungsphase der Anlage an. Einige seltener vorgefundene Verzierungsmuster belegen sowohl eine frühere Entstehungszeit als auch eine spätere, weniger intensive Nutzung des Grabes.

### Das zerstörte Grab 2
Grab 2 war nach Aussagen von Anwohnern fast vollständig in den Boden eingetieft und wurde 1974 zerstört. Eine 1987 durchgeführte Feldbegehung erbrachte keine Hinweise mehr. Bei einer weiteren Begehung im Jahr 1993 wurden hingegen zahlreiche bis zu kopfgroße Granit-Findlinge, Feuersteinknollen und Steine aus Keuperton entdeckt, dazu eine Keramikscherbe, ein Feuerstein-Abschlag und ein möglicher Obsidian-Abschlag. Angaben zur Orientierung und zu den Maßen der Anlage sowie zum genauen Grabtyp liegen nicht vor.

### Das zerstörte Grab 3
Grab 3 wurde von Gramon bereits als „verfallen“ beschrieben. Angaben zur Orientierung, zu den Maßen und zum genauen Grabtyp liegen nicht vor.